# Portugalská princezna (sňatkem)
Toto je seznam portugalských princezen sňatkem od roku 1388. V roce 1645 byl titul nahrazen titulem princezny Brazílie.

## Seznam
| Portrét | Jméno               | Otec                                            | Narození           | Sňatek             | Stala se princeznou | Přestala být princeznou            | Smrt               | Manžel     |
| ------- | ------------------- | ----------------------------------------------- | ------------------ | ------------------ | ------------------- | ---------------------------------- | ------------------ | ---------- |
|         | Eleonora z Viseu    | Ferdinand, vévoda z Viseu (Avizové)             | 2. května 1458     | 22. ledna 1470     | 22. ledna 1470      | 28. srpna 1481 stala se královnou  | 17. listopadu 1525 | Jan        |
|         | Isabela Kastilská   | Ferdinand II. Aragonský (Trastámarové)          | 2. října 1470      | 3. listopadu 1490  | 3. listopadu 1490   | 13. července 1491 manželova smrt   | 28. srpna 1498     | Afonso     |
|         | Jana Kastilská      | Karel V., císař Svaté říše římské (Habsburkové) | 24. června 1535    | 7. prosince 1552   | 7. prosince 1552    | 2. ledna 1554 manželova smrt       | 7. září 1573       | Jan Manuel |
|         | Alžběta Francouzská | Jindřich IV. Francouzský (Bourboni)             | 22. listopadu 1602 | 25. listopadu 1615 | 25. listopadu 1615  | 31. března 1621 stala se královnou | 6. října 1644      | Filip      |